# 五将镇
五将镇，是中华人民共和国广西壮族自治区贺州市昭平县下辖的一个乡镇级行政单位。

## 行政区划
五将镇下辖以下地区：
五将街社区、良风村、南兴村、古店村、平水村、大胜村、坪冲村、新旺村、庆安村、河井村、恭城村、仁德村、义德村、天保村、四桂村、文曲村、武阳村、大坪村、三界村和四旺村。